# Parotocinclus bidentatus
Parotocinclus bidentatus es una especie de peces de la familia Loricariidae en el orden de los Siluriformes.

## Distribución geográfica
Se encuentra en el Brasil.